# Pradera y matorral de Ascensión
La pradera y matorral de Ascensión es una ecorregión de la ecozona afrotropical, definida por WWF, constituida por el archipiélago de Ascensión, en el océano Atlántico.

## Descripción
Se trata de una ecorregión de sabana con una extensión de unos 100 kilómetros cuadrados. Ascensión es una isla volcánica joven (un millón de años), y gran parte de su superficie está cubierta de coladas de lava basáltica y conos de cenizas. La costa está formada por acantilados al sur y sudeste, y playas de arena en el noroeste. El clima es subtropical, con lluvias relativamente escasas a lo largo de todo el año.

## Fauna
La isla es una importante zona de cría para aves marinas, como el charrán sombrío (Sterna fuscata), el alcatraz enmascarado (Sula dactylatra), el piquero pardo (Sula leucogaster), el charrán blanco (Gygis alba), el paíño de Madeira (Oceanodroma castro), la tiñosa picofina (Anous tenuirostris), el rabijunco etéreo (Phaethon aethereus) y el rabijunco menor (Phaethon lepturus).
En las playas y lagunas costeras desova la tortuga verde (Chelonia mydas).
También habitan en la isla la tortuga carey (Eretmochelys imbricata) y una especie de cangrejo terrestre, Eretomochelys imbricata.
La isla no tiene mamíferos nativos, pero hay asnos, ovejas, gatos, conejos, ratas y ratones asilvestrados.
También se han introducido varias especies de ave: el pico de coral (Estrilda astrild), la mainá común (Acridotheres tristis) y el canario amarillo (Serinus flaviventris).

## Endemismos
Varias especies de plantas son endémicas de la región:
- Los helechos Dryopteris ascensionis (en peligro de extinción), Pteris adscensionis, Anogramma ascensionis (amenazados), Asplenium ascensionis, Marattia purpurascens y Xiphopteris ascensionense.
- La lechetrezna de Ascensión (Euphorbia origanoides)
- La rubiácea Oldenlandia adscensionis (probablemente extinta)
- Las gramíneas Sporobolus durus (probablemente extinta) y Sporobolus caespitosus (amenazada)

El rabihorcado de Ascensión (Fregata aquila) también es endémico de esta ecorregión.
También alberga varias especies endémicas de crustáceos.

## Estado de conservación
En peligro crítico. La introducción de plantas y animales amenaza la supervivencia de las especies nativas.

## Protección
Toda la vida silvestre, excepto los gatos, conejos y roedores asilvestrados, está protegida por ley.